# La Bérarde
La Bérarde est un hameau de la commune de Saint-Christophe-en-Oisans, dans le département français de l'Isère. Il est situé à 1 727 mètres d'altitude, dans la vallée du Vénéon et au cœur du massif des Écrins, dans les Alpes. C'est un centre réputé pour la pratique de l’alpinisme et de l'escalade.
Il constitue une entrée du parc national des Écrins, dont le « parc domanial forestier de la Bérarde » préfigure la création dès 1913.

## Toponymie
Les documents écrits les plus anciens que nous ayons désignant le lieu sont en latin et remontent au Moyen-Age : dans ceux-ci, le lieu est nommé berardi ; il semble que cela dérive du nom d'un éventuel seigneur ou grand propriétaire terrien du nom de Bérard (des Bérard ayant possédé de nombreux lieux en Oisans et dans le Briançonnais à cette période).
De nombreux écrits de la littérature d'alpinisme du XXe siècle, déclarent que le hameau doit son nom à son activité pastorale : les bérards est le nom local des éleveurs de moutons ; il semble que cela soit une légende.
Aussi nommé le Mora, dérivant de Mola (signifiant bief ou béal), le torrent des Étançons était bordé par un moulin à eau bâti près du pont d'accès à la Bérarde.

## Géographie
La Bérarde est un hameau de la commune de Saint-Christophe-en-Oisans. Elle prend place sur le cône de déjection du torrent des Étançons à sa confluence avec celui du Vénéon. À environ 3 km en aval de la Bérarde se trouve le hameau des Étages.
L'accès à la Bérarde, située à une douzaine de kilomètres du bourg de La Ville (bourg de Saint-Christophe-en-Oisans) et à une vingtaine du Bourg d'Oisans, se fait par une petite route de montagne qui est régulièrement coupée en hiver à partir du hameau de Champhorent en raison de l'enneigement et de la présence de nombreux couloirs d'avalanche. L'accès au hameau est coupé depuis le 21 juin 2024 à la suite du débordement du torrent des Étançons.
Plusieurs refuges de montagne sont accessibles au départ de la Bérarde : le refuge du Châtelleret, le refuge du Promontoire, le refuge du Carrelet, le refuge Temple Écrins, le refuge de la Pilatte, le refuge du Soreiller ou encore le refuge de la Lavey.
À proximité du hameau, se trouve la réserve naturelle de la Haute vallée du Vénéon, créée en 1974,.
Au début des années 2020, le hameau connaît une occupation saisonnière avec une dizaine d'habitants en été, ainsi que des personnes venues sur de courts séjours en lien avec le site touristique et montagnard,,,. À cette même époque, ce site attire sur une année 80 000 visiteurs et compte des gîtes, un camping, des restaurants et une épicerie-café.

## Histoire
La Bérarde et son voisin les Étages sont des « lieux d'habitat groupé permanents » dès le Moyen Age.  Le hameau de la Bérarde a, avant le XIIIe siècle, une implantation différente de celle connue au début du XXIe siècle, probablement un peu en aval. Au XIIIe siècle, un contexte global favorable à l'agriculture permet le développement des hameaux situés dans la vallée du Vénéon. Un recensement de 1339 fait apparaître ces deux groupes d'habitats comme des hameaux permanents de Saint-Christophe (cette communauté et ses hameaux correspondant aussi à la paroisse de Saint-Christophe). Pendant plusieurs siècles, le lieu vivra de l'agriculture et de l'élevage, mais aussi de chasse et de la migration saisonnière des jeunes hommes partant effectuer du colportage, des métiers de service ou s'engageant dans des armées. Saint-Christophe apparaît durant longtemps comme la commune la plus pauvre du Dauphiné pour les autorités de cette province.
Le 10 septembre 1753, un incendie détruit la chapelle et onze maisons dans le hameau. Pour ces dernières, chacune est constituée d'une partie destinée à l'habitation, d'une écurie et d'une grange. Les volumes en sont simples, les murs de pierre jointe par du mortier de terre, les toits en chaume. La chapelle, quant à elle, a des murs en pierre jointoyée de chaux et sable et un toit recouvert d'ardoise.

### Du hameau paysan au site d'excursions en montagne

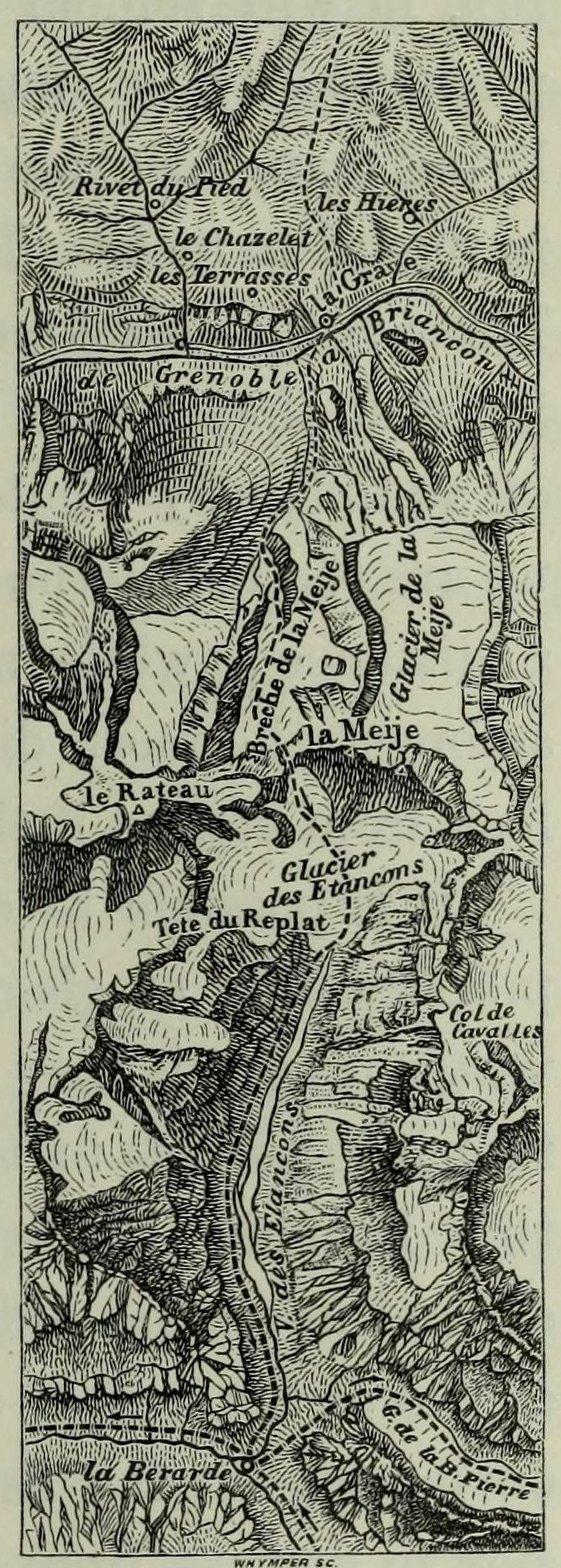
Carte issue du livre d'Edward Whymper, Scrambles amongst the Alps (vers 1871), où l'on voit un itinéraire traversant le massif de la Meije et passant par la Bérarde.

Dans les années 1860-1870, l'Oisans devient un lieu d'alpinisme ; plusieurs « courses » (trajets) d'alpinisme ont leur départ à la Bérarde. En 1877, le hameau est un départ pour l'ascension de la Meije par le versant sud par le guide Pierre Gaspard et son client alpiniste Emmanuel Boileau de Castelnau,. L'activité se développe et, en 1876, un corps de guides de la Société des Touristes du Dauphiné (STD) est, par exemple, organisé à la Bérarde, comme dans d'autres villages de la région ; en 1887, la STD crée un chalet-hôtel dans le hameau. La Chapelle Notre-Dame-des-Neiges de la Bérarde est construite en 1892, ; elle sera détruite lors de la crue de juin 2024,.
L'exode rural concerne toutefois la commune de Saint-Christophe. En 1911, le hameau compte 58 habitants à l'année, en neuf foyers.

1913 voit la création du « parc de la Bérarde » à des fins de protection de la nature ; celui-ci devient ensuite le « parc national de l'Oisans », puis, en 1924, le « parc national du Pelvoux », qui connaît peu à peu un agrandissement des zones protégées jusqu'à s'étendre aux vallées de la Vallouise et du Valgaudemar. En 1964, le parc est renommé et qualifié de « parc domanial », une loi créant les parcs nationaux en France ayant été adoptée en 1962 ; les années qui suivent connaissent des projets pour en faire un parc national selon la nouvelle règlementation, ceci dans un contexte ou les avis divergent sur la question. Ces débuts permettront la création du parc national des Écrins en 1973.

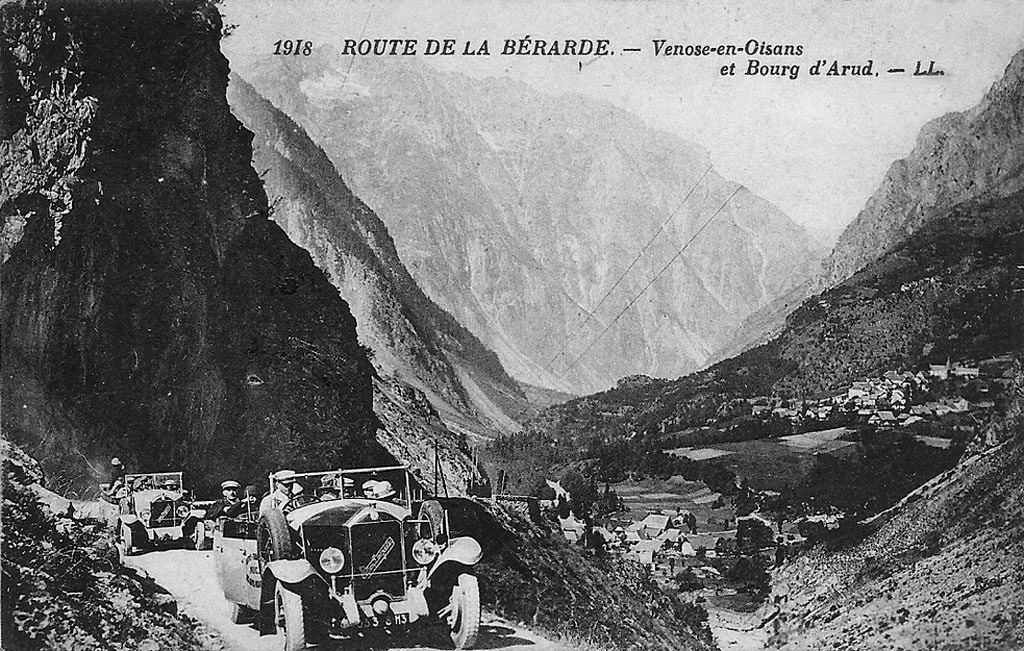
La route de La Bérarde au début du XXe siècle avec Venosc et Bourg d'Arud à l'arrière-plan.

L'accès au hameau passe du chemin muletier à une route carrossable en 1921,,. En 1951, alors que la commune de Saint-Christophe-en-Oisans vit un phénomène d'émigration depuis des décennies, La Bérarde comporte 43 habitants en été, contre 17 en hiver. Dans ces mêmes années, du fait de la fréquentation touristique et des excursions en haute montagne, elle est considérée comme le « second centre français de l'alpinisme ».
Entre 1830 et le début des années 2020, le cœur ancien du hameau connaît peu de modifications dans l'implantation des bâtiments ; le XXe siècle voit naître diverses constructions autour de celui-ci.

### Crue torrentielle du 21 juin 2024

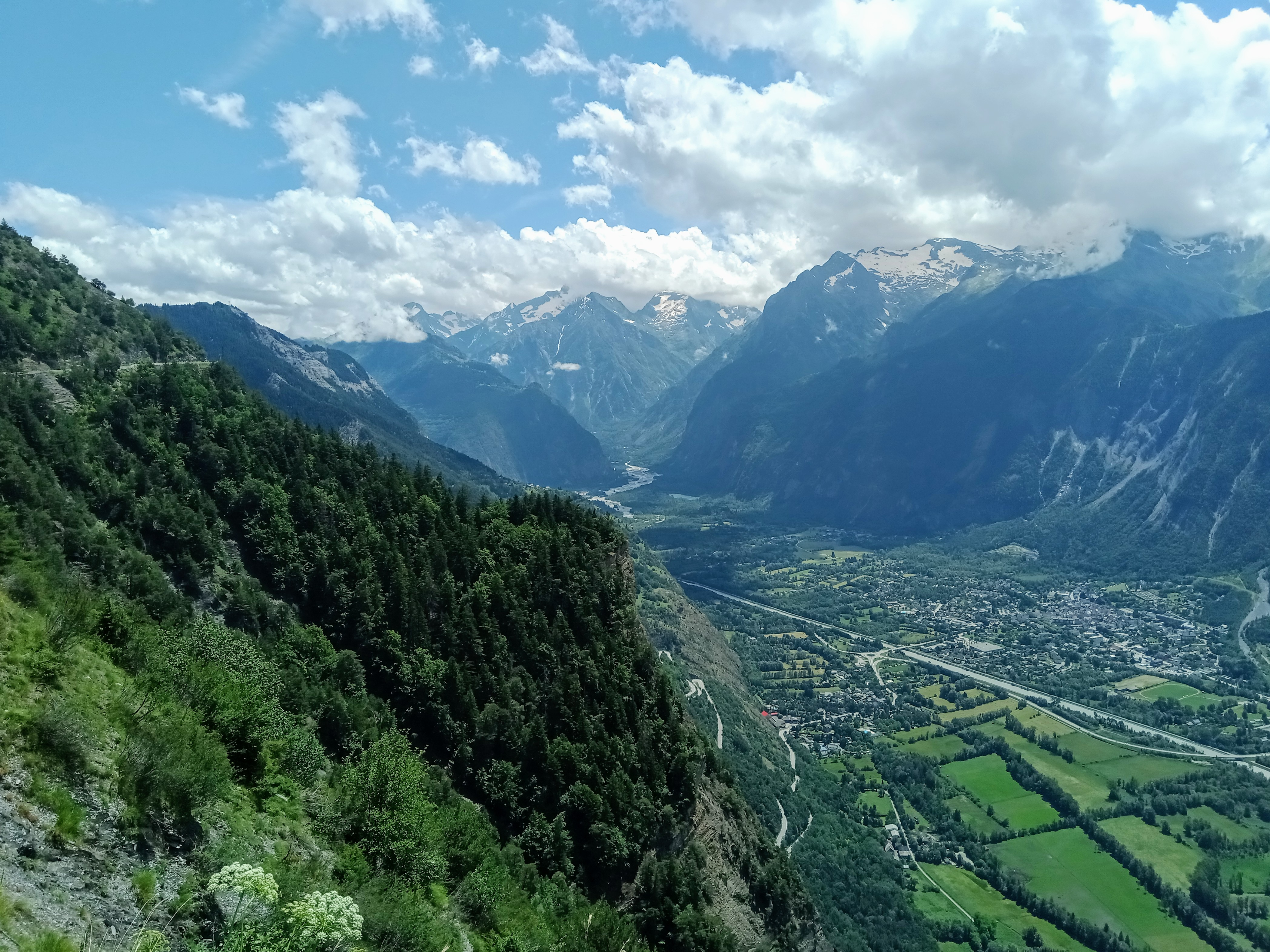
Vue en juillet 2024 depuis le Pas de la Confession entre Villard-Reculas et Huez au nord de l'entrée de la vallée du Vénéon avec les matériaux charriés par la crue du 21 juin 2024- ; le Bourg-d'Oisans est visible sur la droite.

Le 21 juin 2024, une crue considérée comme exceptionnelle du torrent des Étançons détruit en grande partie le hameau,,. Le cours d'eau sort de son lit et recouvre son cône de déjection sur lequel est implanté le hameau,,. D'importantes quantités de matériaux de taille diverse charriés par les eaux (en un phénomène de laves torrentielles,) recouvrent le site en détruisant plusieurs bâtiments dont la chapelle, des routes et des ponts mais sans faire de victime, 97 habitants et occupants sont évacués par les services de secours par hélicoptère alors que la crue et la destruction des maisons sont en cours,,,,,,,,. Ceci constitue à ce jour la plus grande opération de sauvetage aérien en France Métropolitaine dans le cadre d'intempéries[source insuffisante]. Le phénomène de laves torrentielles a été suivi de l'érosion de certaines zones lors du creusement d'un nouveau chenal par le torrent des Étançons. L'ampleur des dégâts est liée à une situation multifactorielle, notamment une combinaison de fortes précipitations, d'une fonte nivale importante et de la vidange du lac supraglaciaire du glacier de Bonne Pierre,,,,. Ce lac était visible sur les photos satellites depuis au moins 2021 mais n'était ni inventorié, ni suivi. Les inventaires des lacs glaciaires alpins, réalisés en 2018 et 2022, se basent sur des images satellites d’été pour s’affranchir de la couverture nivale. A cette période, le lac est absent. La surveillance d’un lac en particulier se déclenche au niveau de la commune en cas d’alerte ou de danger particulier identifié.
En ce qui concerne la mise à l'abri et les secours, le 20 juin, des campings de la vallée du Vénéon sont évacués et la route départementale 530 qui parcourt la vallée est fermée en aval de Saint-Christophe-en-Oisans,,. Durant la nuit du 20 au 21 juin, vers une ou deux heures du matin, l'alerte concernant la Bérarde est lancée et le centre opérationnel départemental (COD) est mobilisé par le préfet du département. Les habitants et touristes présents sont recensés et certains mis à l'abri dans d'autres bâtiments. Pendant plusieurs heures durant la matinée, à l'occasion d'une accalmie de la météo, les secours (Peloton de gendarmerie de haute montagne (PGHM), Sécurité civile et CRS Alpes Grenoble) — qui trouvent une situation ayant beaucoup évolué entre le départ de leur base et leur arrivée dans la vallée —, évacuent par hélitreuillage les personnes présentes sur les lieux au moyen de quatre hélicoptères qui effectuent de nombreuses rotations et les mettent à l'abri sur le plateau des Deux-Alpes,,,,,,,,. Ces personnes peuvent alors être abritées dans un hébergement d'urgence et prises en charge par un poste médical avancé des sapeurs pompiers.
Un arrêté ministériel de l’État a reconnu l'état de catastrophe naturelle le 4 juillet 2024,,. Le Département de l'Isère a créé un fonds d'aide d'urgence destiné à aider les collectivités ayant subi le sinistre, tout en faisant un appel à contributions ; ce même département a abondé ce fonds avec 5 millions d'euros et la Communauté de communes de l'Oisans a prévu pour ce fonds 2 millions d'euros. D'autres collectes de fonds pour aider à la Bérarde et dans la vallée du Vénéon sont mises en place par différents acteurs dont des associations,,.

Dans les mois qui suivent, des travaux de sécurisation des lieux et du torrent sont menés ; la saison hivernale et ses conditions spécifiques (l'enneigement rendant le site inaccessible) impose une pause dans ceux-ci. À la fin de l'année 2024, les services de l’État français annoncent que les différentes études et enquêtes ne permettront pas d'envisager de reconstruction de La Bérarde avant au moins l'année 2027, et « pour des raisons de sécurité, les biens détruits, ensevelis ou endommagés ne pourront être reconstruits » indique dans un article la rédaction de Montagnes Magazine rapportant les propos du secrétaire général de la préfecture de l'Isère. À cette période, plusieurs scénarios sont envisagés pour l'avenir du hameau, mais les études effectuées ne permettent pas encore de savoir quelles seront les possibilités en lien avec la réduction ou l'évitement de trop grands risques,. Le maire de la commune de Saint-Christophe et d'autres personnes cherchent également comment permettre de continuer une activité dans le site dès 2025, au moins en termes d'accès et également de fonctionnement des refuges situés plus haut dans le massif des Écrins. Durant l'année 2025, la RD530 qui remonte la vallée du Vénéon et aboutit à La Bérarde voit se poursuivre les travaux ; cet axe est fermé à la circulation motorisée du 29 mai au 15 novembre entre les hameaux de Pré Clot et des Étages, avec quelques exceptions, tandis qu'une navette gratuite sur réservation est mise en place par la communauté de communes et la région afin d'acheminer notamment les touristes et alpinistes. Peu auparavant, une tribune dans un journal avait été signée par les gardiens de refuge du secteur, inquiets pour l'accès aux lieux et l'avenir touristique de la vallée, soutenus par d'autres gardiens de refuges de montagne, des associations, auteurs, bureaux des guides, syndicats et entités territoriales liés à la montagne et au tourisme,.

## Équipements et services publics
La Bérarde comporte depuis 1982, un centre de secours en montagne, devenu plus récemment « poste de prévention en montagne » ouvert lors de la saison d'été. S'y relaient les secouristes du Peloton de gendarmerie de haute montagne (PGHM) (associés au « groupe montagne gendarmerie ») et les membres des Compagnies républicaines de sécurité (CRS) Alpes. Ce poste permet d'assurer une mission d'« assistance, de prévention et de conseil », aussi bien aux habitants qu'aux pratiquants d'activités sportives, de loisirs et de tourisme, mais aussi de participer à la protection de l'environnement.
En 2010, une « maison de la montagne » est ouverte dans le hameau : celle-ci regroupe dans ses locaux le poste de secours en montagne, l'office du tourisme, le bureau des guides, une antenne du parc national des Écrins et une auberge qui dépend de la commune de Saint-Christophe-en-Oisans.

## Activités

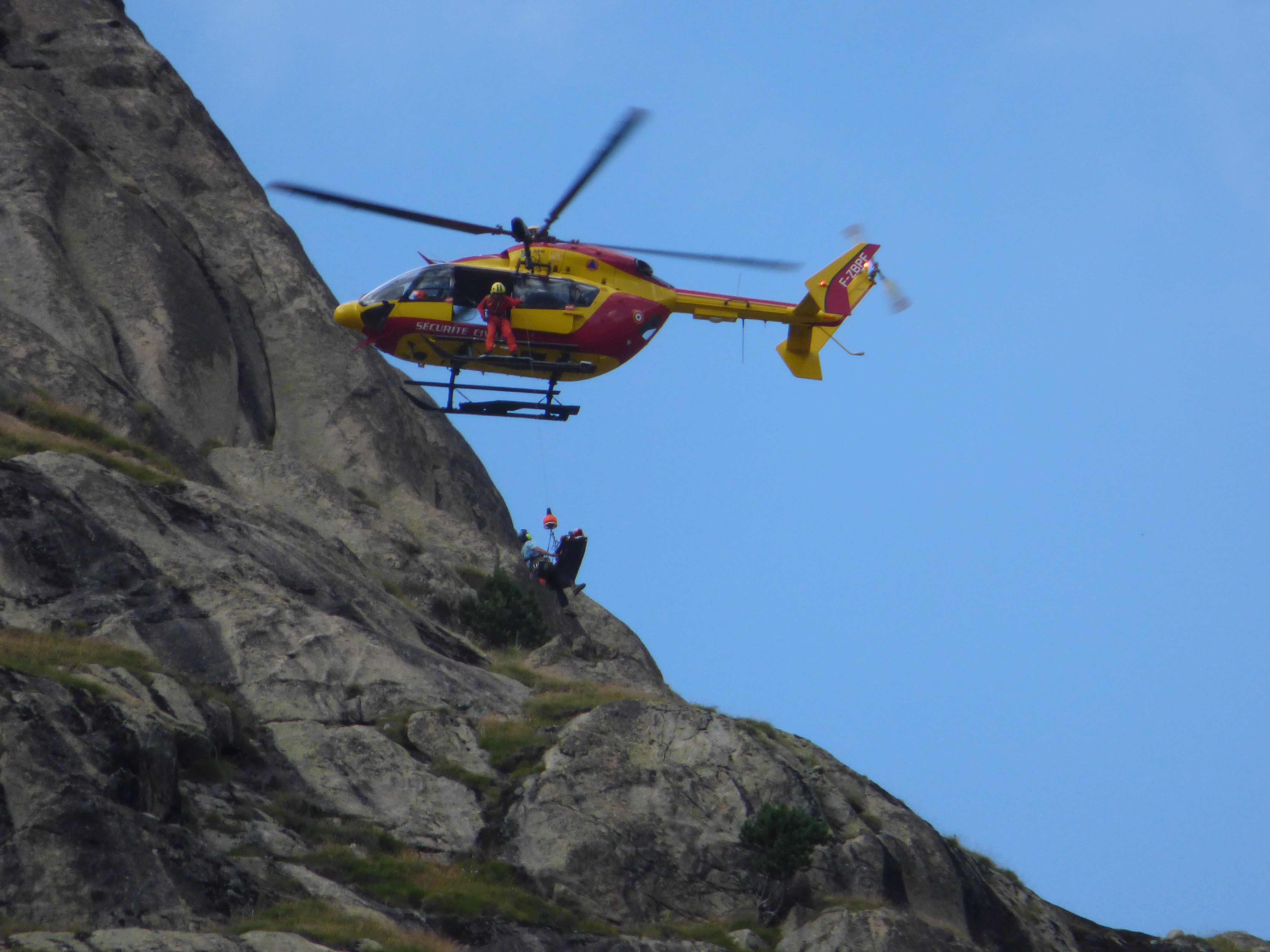
Secours en montagne héliporté avec appareil EC 145 de la sécurité civile de l'Isère et un équipage de la CRS Alpes au-dessus de la Bérarde.

La Bérarde est dans un site permettant la pratique de nombreuses activités de plein air, parmi lesquelles la randonnée, l'escalade ou encore l'alpinisme,,. Le Vénéon, rivière traversant le hameau, permet de s'essayer au rafting et autres sports d'eaux vives.
D'altitude élevée et entourée de sommets compris entre 3 000 et 4 000 mètres d'altitude, la Bérarde, point de départ de courses considérées comme les plus belles du massif des Écrins (la Meije, les Bans, etc.), est devenue avec Chamonix-Mont-Blanc, Ailefroide ou la Grave l'un des grands centres français pour la pratique de la haute montagne et fut appelée, à la fin du XIXe siècle en particulier, la « Mecque de l'alpinisme »,, au même titre que Chamonix-Mont-Blanc ou Zermatt, même si la voisine Saint-Christophe-en-Oisans, ou encore Huaraz, dans la cordillère Blanche du Pérou, ont aussi reçu cette appellation,.

## Culture et patrimoine

### Le Plus petit festival international de films de montagne
La Bérarde accueille le Plus petit festival international de films de montagne (PPFIFM), mis en place par l'association Animations Vénéon, événements, culture (AVEC). En raison de la crue torrentielle de juin 2024 et ses conséquences sur le hameau et la vallée du Vénéon, l'édition du 23 au 25 août 2024 du festival est déplacée au Bourg-d'Oisans, et dédiée à « la renaissance de la Bérarde et [au] retour à la vraie vie dans la vallée du Vénéon ». Les recettes obtenues lors de cette édition 2024 iront à l'association Les Amis de la Bérarde et du Vénéon,.

### Littérature
Le village est le théâtre du roman Accident à la Meije publié en 1946 et considéré comme le précurseur du roman policier alpin.

### Peinture
L'abbé Laurent Guétal, Ernest Hareux et Charles Bertier exécutent des peintures de la Bérarde et de la vallée du Vénéon vers le milieu du XIXe siècle.

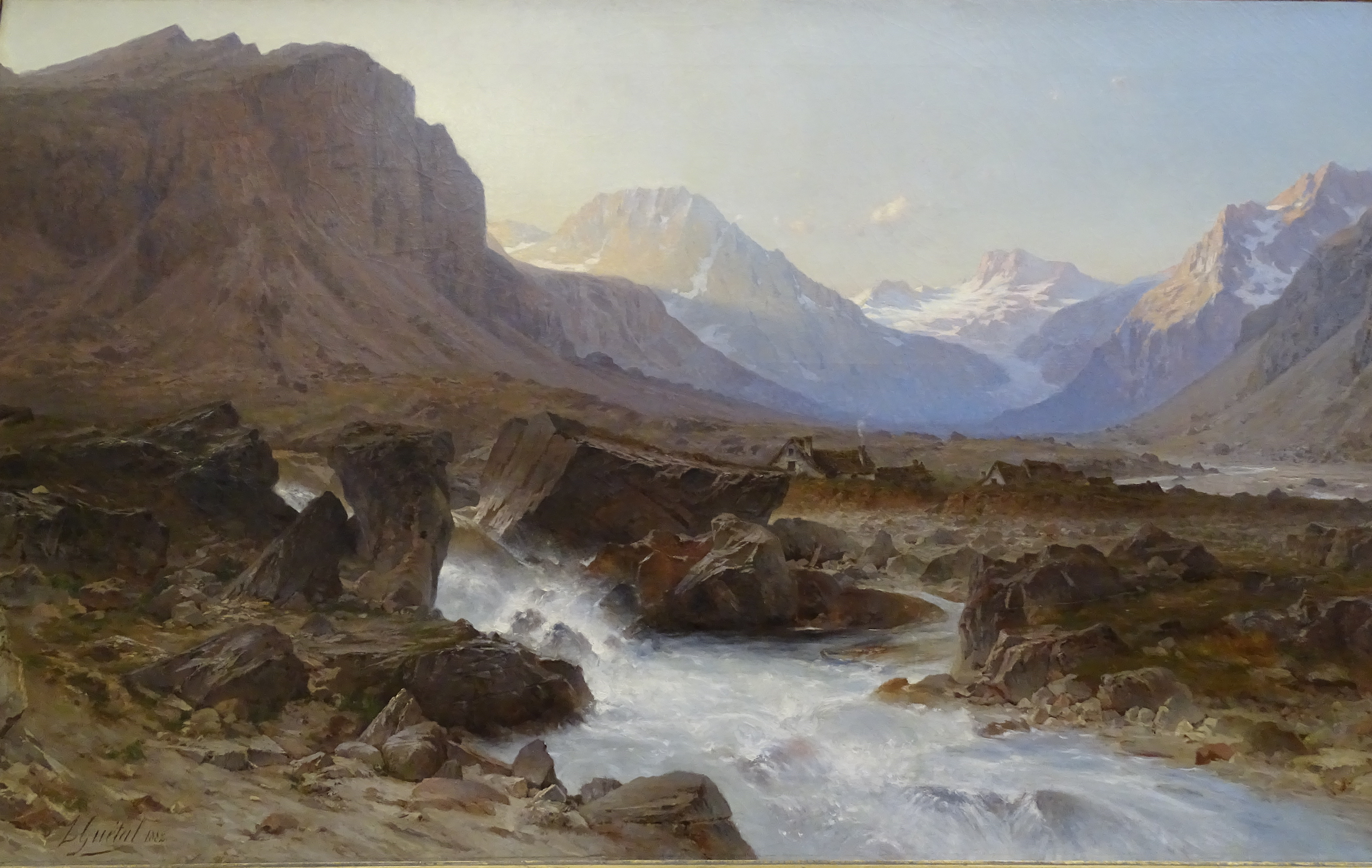
La Bérarde en Oisans, tableau de Laurent Guétal, Musée de Grenoble
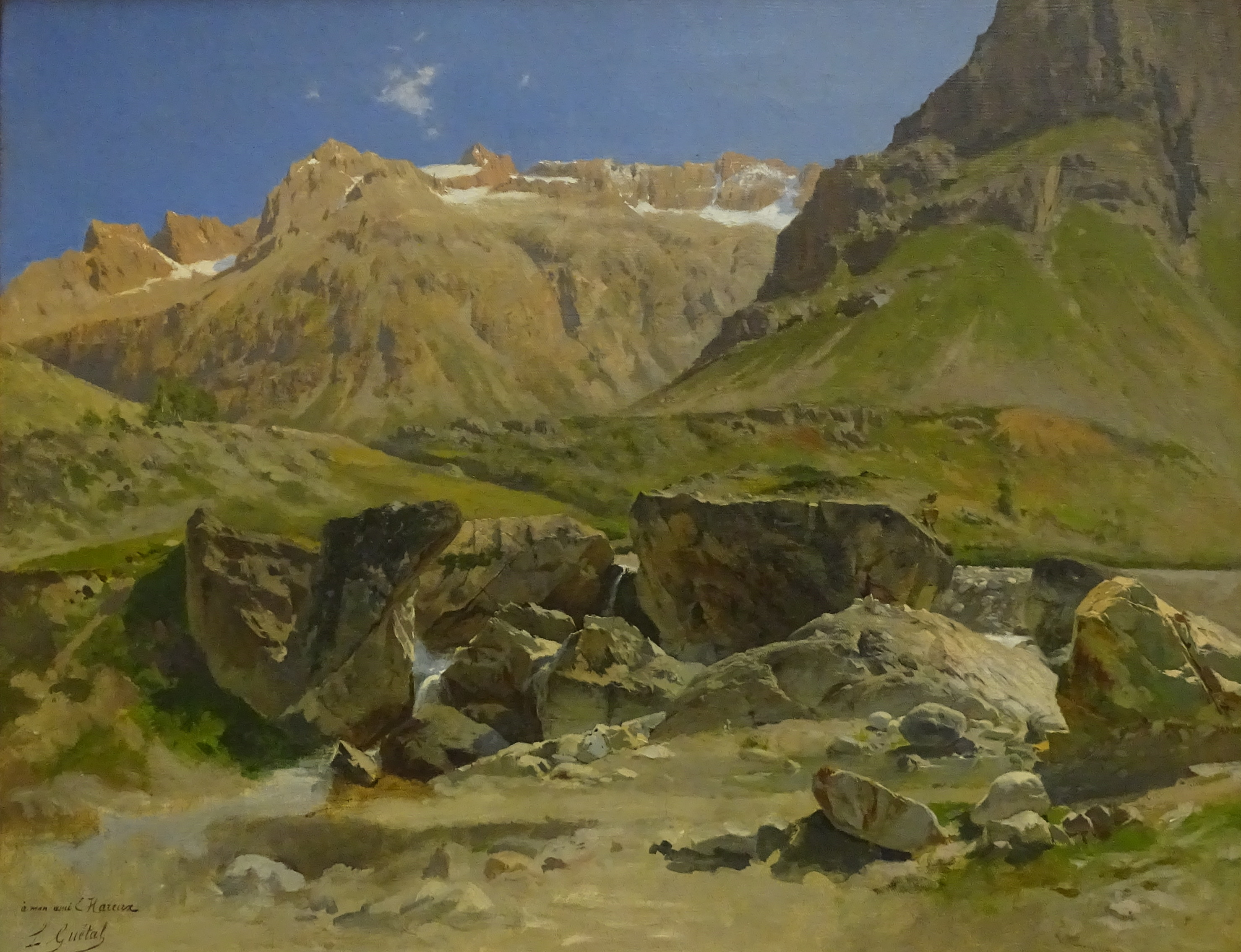
Rochers à la Bérarde, tableau de Laurent Guétal, Musée de Grenoble
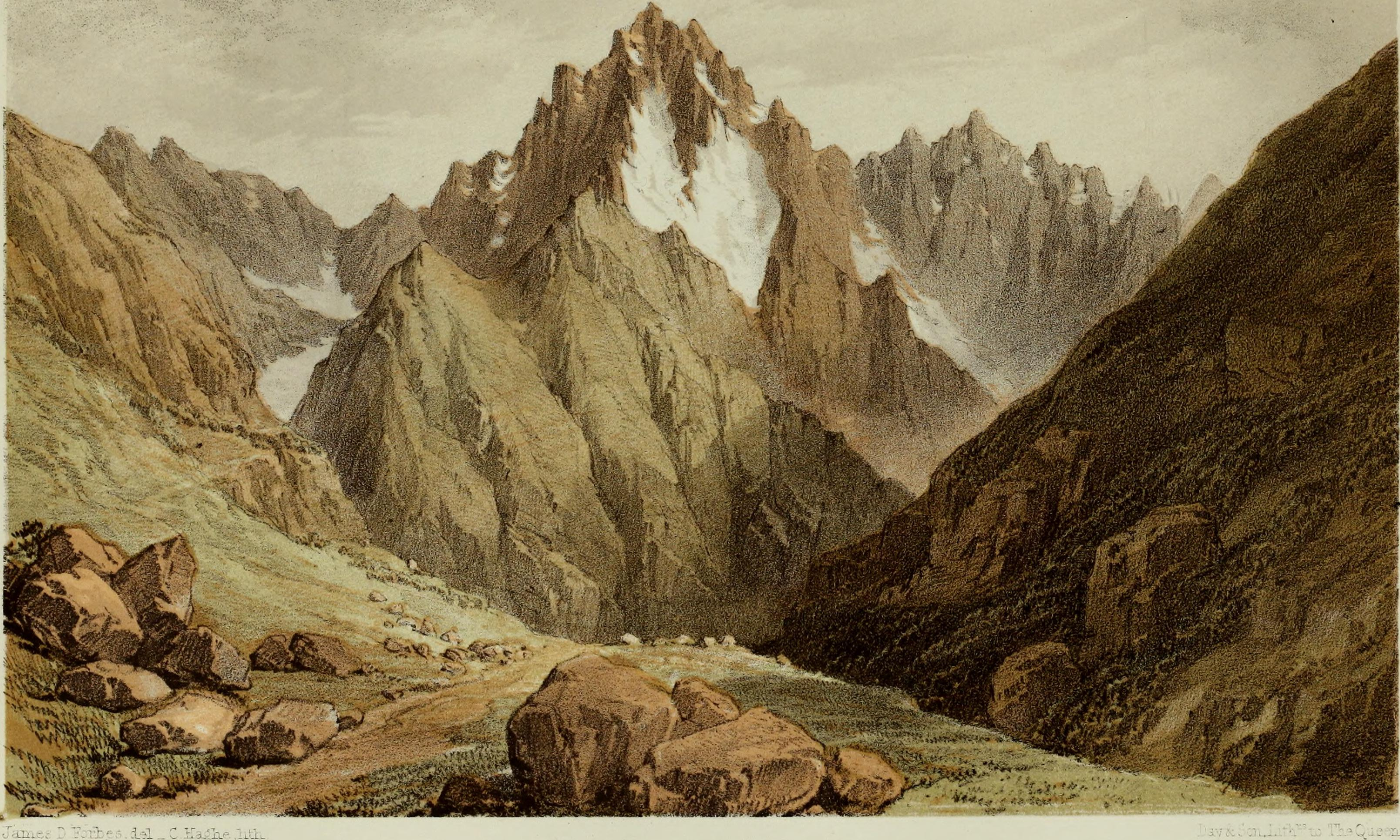
« Vallée de la Bérarde », image extraite de l'ouvrage Norway and its glaciers, visited in 1851 - followed by journals of excursions in the high Alps of Dauphné, Berne and Savoy, 1853.